# Teatro della Società
Il Teatro della Società è il più antico e importante dei teatri di Lecco in Lombardia.

Sorge isolato in una delle principali piazze del centro storico della città (Piazza Garibaldi) di cui occupa uno dei lati corti.

L'edificio è posto alle spalle del monumento dedicato all'Eroe dei due mondi.

## Storia
Fu progettato dall'architetto neoclassico lecchese Giuseppe Bovara che si ispirò alla lezione scaligera del Piermarini nel 1835 e realizzato nel 1843-44 per volere di Lorenzo Agliati e dagli altri membri della nobiltà e all'alta borghesia lecchese ma da subito aperto a tutta la cittadinanza come testimonia l'aggiunta del loggione voluta dalla Società per l'erezione di un Teatro, a maggior comodo, e minor spesa di quella classe del Popolo, a cui possa sempre meglio agevolare l'ingresso alli spettacoli sotto la vista del pubblico, che lasciarla notturnamente vagare nelle appartate taverne.
Fu inaugurato con l'opera Anna Bolena di Gaetano Donizetti il 23 ottobre 1884 e per tutto l'Ottocento e il primo Novecento ospitò compagnie primarie di prosa e liriche. Vi furono inoltre date in prima nazionale opere di Ponchielli, Petrella e Cagnoni tratti dai libretti di Antonio Ghislanzoni, noto lecchese che collaborò come librettista nell'Aida di Giuseppe Verdi.
Considerato uno dei luoghi pubblici più prestigiosi della città propone tutt'oggi stagioni di prosa e concerti di ottima qualità apprezzati per l'ottima acustica.

## Descrizione
Ispirato al celebre Il teatro ha un prospetto nobiliato da quattro lesene in stile ionico di gigante ordine.
Attualmente il teatro è il risultato di una serie di interventi di ampliamento, ristrutturazione e restauro fra i quali sono da segnalare l'aggiunta dell'ala laterale sinistra in stile umbertino (realizzata nel 1884 su progetto dell'ingegner Riccardo Badoni con varianti apportate dall'ingegnere Attilio Bolla). Internamente gli stucchi ed i palchi furono realizzati dall'intagliatore Giacomo Mattarelli.

Dichiarato pericolante nel 1951, rischiò l'abbattimento evitato grazie ad un comitato di cittadini che ne reclamarono la restaurazione avvenuta negli anni sessanta durante la quale furono eliminate la veranda del caffè e l'abside. Al progetto di restauro terminato nel 1969, eseguito dall'architetto Gianni Rigoli, seguì nel 1979 la creazione dell'affresco del pittore marchigiano Orlando Sora che ritrae l'Età della vita il quale ricopre la volta della sala.

Nel biennio 1986-87 l'amministrazione comunale, che ne prese la completa gestione attraverso gli uffici del settore delle politiche culturali, commissionò dei lavori di adeguamento tecnologico e di manutenzione straordinaria ripetuti nel 1994-95.